# Лебедєв Ігор Володимирович
Ігор Володимирович Лебедєв (прізвище при народженні — Жириновський; нар. 27 вересня 1972, Москва) — російський політичний діяч. Старший син Володимира Жириновського (1946—2022). Батьки спеціально змінили йому прізвище на прізвище матері, щоб прізвище відомого батька не заважало самостійному життю сина, згодом, син змінившм ім'я та призвіще на Давид Олександрович Гарсія та спробував мігрувати до Іспанії.
Заступник голови Державної думи Федеральних зборів Російської Федерації VI і VII скликань (21 грудня 2011 — 12 жовтня 2021). Депутат Державної думи Федеральних зборів Російської Федерації (18 січня 2000 — 12 жовтня 2021). Член виконкому Російського футбольного союзу з вересня 2015.
Закінчив Московську державну юридичну академію у 1996 році. Кандидат соціологічних наук. Доктор історичних наук. Тема дисертації — «Еволюція ідеологічних засад та стратегії політичних партій Російської Федерації у 1992—2003 рр.». У лютому 2013 року співтовариство «Диссернет» виявило в докторській дисертації Лебедєва значні некоректні запозичення, у тому числі з кандидатської дисертації 2005 року Корнєва Михайла Олеговича .
2 грудня 2007 року обраний депутатом Державної думи Федеральних зборів Російської Федерації п'ятого скликання у складі федерального списку кандидатів, висунутого Політичною партією "Ліберально-демократична партія Росії", був керівником фракції ЛДПР і членом Комітету з конституційного законодавства і державного будівництва.
4 грудня 2011 року обраний депутатом Державної думи Федеральних зборів РФ шостого скликання у складі федерального списку кандидатів, висунутого Політичною партією "Ліберально-демократична партія Росії".
21 грудня 2011 року обраний заступником голови Державної думи Федеральних зборів Російської Федерації шостого скликання, член фракції "ЛДПР", член Комітету ДД з конституційного законодавства і державного будівництва.
У вересні 2012 року був висунутий федерацією футболу Смоленської області кандидатом на виборах президента РФС. У першому турі набрав 9 голосів.
Очолював молодіжну організацію ЛДПР і Центр молодіжних ініціатив. Голова Вищої Ради ЛДПР.
У березні 2016 року Володимир Жириновський назвав Лебедєва одним із можливих кандидатів у президенти Росії від ЛДПР на виборах 2018 року
У вересні 2016 року обраний депутатом Державної думи Федеральних зборів РФ сьомого скликання від партії ЛДПР.
У виборах до Держдуми VIII скликання у вересні 2021 року не брав участі. Повідомив, що припиняє свою політичну діяльність.
У травні 2022 року з'явилася інформація, що в липні 2021 року Ігор Лебедєв змінив ПІБ на Давид Олександрович Гарсія.

## Сім'я
Одружений з Людмилою Миколаївною Лебедєвою (нар. 1975), має синів-близнюків Олександра та Сергія (нар. 1998). Навчаються у Швейцарії
3 квітня 2018 — народився третій син<.ref>У Жириновского родился девятый внук. Рамблер новости (рос.). 3 квітня 2018. Архів оригіналу за 1 травня 2018. Процитовано 20 травня 2018.</ref>.

## Міжнародні санкції
Включений Європейським Союзом у санкційний «Чорний список ЄС» 12 вересня 2014 року як заступник голови Державної Думи, який проголосував 20 березня 2014 року за проєкт федерального конституційного закону «Про прийняття Республіки Крим до складу Російської Федерації та утворення у складі Російської Федерації нових суб'єктів федерації — Республіки Крим та міста федерального значення Севастополя». 
19 грудня 2014 року включений до списку санкцій Канади.
21 червня 2018 року доданий до санкційного списку України.